# Straškov-Vodochody
Straškov-Vodochody (en allemand : Straschkow et Wodochau) est une commune du district de Litoměřice, dans la région d'Ústí nad Labem, en Tchéquie. Sa population s'élevait à 1 075 habitants en 2021.

## Géographie
Straškov-Vodochody se trouve à 7 km au sud de Roudnice nad Labem, à 22 km au sud-est de Litoměřice, à 36 km au sud-sud-est d'Ústí nad Labem et à 35 km au nord-ouest de Prague.
La commune est limitée par Račiněves et Vražkov au nord, par Mnetěš à l'est, par Loucká au sud et par Bříza à l'ouest.

## Histoire
La première mention écrite du village date de 999.

## Administration
La commune se compose de deux quartiers :
- Straškov
- Vodochody

## Transports
Straškov est un carrefour ferroviaire.